# Свети Илия (Ракотинци)
Вижте пояснителната страница за други значения на Свети Илия.
„Свети Илия“ (на македонска литературна норма: „Свети Илија“) е късновъзрожденски манастир в скопското село Ракотинци, Република Македония. Манастирът е под управлението на Скопската епархия на Македонската православна църква – Охридска архиепископия.
Манастирът е изграден в 1875 година от Йоаникий Ракотински. В 1933 година Георги Трайчев пише за манастира в „Манастирите в Македония“:
| „ | Съграденъ въ 1880 г. при с. Ракотинци, което брои 90 чисто български кѫщи. Манастирътъ е новъ, построенъ къмъ 1880 г. отъ иеромонахъ Йоаники, а се освети въ 1890 г. отъ митрополитъ Теодосий. Църквата е корабна, свѣтла, срѣдна, съ притворъ. Съборъ става на св. Илия, посещаванъ отъ града и отъ селата на Каршияка. Наоколо има хубави сгради, въ които се помѣщаваше и селското училище. Манастирътъ имаше добри имоти. Той остана екзархийски. | “ |

Според доклад на Скопската българска митрополия до Екзархията в Цариград от 1908 година манастирът е изграден през 1875 г. Притежава 106 ниви и 4 лозя.